# Iomachus surgani
Espèce
Iomachus surgani est une espèce de scorpions de la famille des Hormuridae.

## Distribution
Cette espèce est endémique du Maharashtra en Inde. Elle se rencontre dans le district de Nashik vers Surgana.

## Étymologie
Son nom d'espèce lui a été donné en référence au lieu de sa découverte, Surgana.

## Publication originale
- Bastawade, 1986 : The first record of the family Ischnuridae (Scorpionida: Arachnida) from Maharashtra with the description of a new species of a genus Iomachus Pocock. Entomon, vol. 12, no 2, p. 101-104.